# Roy Bottse
Roy Bottse (* 14. Januar 1951) ist ein surinamischer Leichtathlet.

## Werdegang
Bottse nahm 1976 an den Olympischen Spielen in Montreal teil. Er ging im 800-Meter-Lauf an den Start und schied in der ersten Runde als Siebter seines Laufs aus.